# Los nuevos misterios del fantasma escritor
Los Nuevos Misterios Del Fantasma Escritor (The New Ghostwriter Mysteries) fue un programa de televisión infantil emitido en 1997 por la cadena CBS en Estados Unidos y por Discovery Kids en Latinoamérica. Estaba basado en una serie titulada El Fantasma Escritor, anteriormente emitida por la PBS.
El programa se centraba en un nuevo equipo de tres chicos: Camella Gorik (Charlotte Sullivan), Emilie Robeson (Erica Luttrell), y Henry 'Strick' Strickland (Kristian Ayre). El Fantasma Escritor solamente tenía dos colores: plateado y dorado.
Fue filmado en Canadá, y emitido en 1997 y 1998. Se canceló un año después de comenzar a emitirse, a causa de su bajo rating.
- Datos: Q7753609